# Maken-ki!
Maken-ki! (マケン 姫 っ?) es una serie de manga japonesa creada por Takeda Hiromitsu. Actualmente, es serializada en Dragon Age Pure, y publicada por Fujimi Shobō. Una adaptación al anime del manga Maken-ki! en agosto de 2011. Se ha anunciado un OVA que incluirá el tomo 11, así como una segunda temporada que se estrenó el 15 de enero de 2014. Funimation Entertainment licenció el anime en los Estados Unidos y fue transmitido en el canal Toku.

## Argumento
Takeru Ohyama, un adolescente normal, algo pervertido, ingresa en una escuela de élite sin saber que en el tendrá que combatir usando un misterioso poder llamado Maken para demostrar su fuerza. En el primer día, se encuentra después de tres años con Haruko Amaya, una amiga de su infancia, Inaho Kushiya, una chica quien dice ser su prometida, y Himegami Kodama, una rubia que quiere matarlo.

## Personajes
Takeru Ōyama (大山 タケル Ōyama Takeru?)
 Seiyū: Tomoaki Maeno, Chiwa Saitō (apariencia femenina, segunda OVA)
Un estudiante pervertido de la escuela secundaria. Odia a su padre, creyendo que es la razón por la que murió su madre. Tiene un poder conocido como "puntero de sangre" o "Blood Pointer", que le permite drenar el "elemento" a la gente de su alrededor a través de su boca. Usa esta capacidad de forma periódica a lo largo de la serie sin saberlo. Después de la batalla con la unidad de Venus, empieza a recibir una formación para entender este poder y lo utiliza. Es el amigo de la infancia de Haruko Amaya y, como se reveló más tarde, Inaho Kushiya, aunque él no lo recuerda.
Su Maken se conoce como "Suba", que le permite hacer perder el control al Maken de su adversario desbordándolo. Sin embargo, si este resiste, su Maken se ve fortalecido, provocando la reacción contraria a la esperada por Takeru.
Haruko Amaya (天谷 春恋 Amaya Haruko?)
 Seiyū: Noriko Shitaya
Llamada la más fuerte soltera en Tenbi por Kodama Himegami y la vicepresidente del consejo estudiantil. Ella es la amiga de la infancia de Takeru Ohyama y tiene sentimientos románticos hacia él, a menudo sin importarle que su cuerpo se revele frente a él. Ella comparte una habitación con Takeru Ohyama, Himegami Kodama y Kushiya Inaho. Haruko es muy celosa de las otras chicas porque siempre están cerca de Takeru, lo que provoca sus estallidos de violencia como resultado. Ella también intenta por su sex-appeal a través de las almohadillas del pecho, cuando el Maken-ki se fue a las aguas termales con Chacha y el presente Aki, en gran medida a la consternación de Himegamis. Las mediciones oficiales del cuerpo de Haruko son 97-59-88 (en cm, así como el siguiente).
Ella maneja uno de los ocho Maken legendaria "Murakumo" que significa "nubarrones". Su maken le permite convertir su elemento en los fotones de todo el disco. Sello de Murakumo no se puede romper si no reacciona a los opositores a la par de su poder. Sin embargo, Haruko fue capaz de dar rienda suelta a un poco más de la potencia del Maken, a través de su ira.
Kodama Himegami (姫神 コダマ Himegami Kodama?)
 Seiyū: Sayuri Yahagi
Esgrime shikigami quiere seguirla y llamarla Ojou-sama. Ella necesita los elementos para sobrevivir, no ha sido plenamente declarado qué es exactamente lo que es. Pero ella ha dicho a sí misma que no puede salir de la zona tenbi porque el elemento no fluye tan completamente en otro lugar. Es por eso que ella salió a buscar una piedra llena de elementos y lograr viajar a los campos de entrenamiento para las vacaciones de verano. Señaló que Takeru Ohyama es su enemigo mortal después de haber visto la marca en el pecho. Aún no se ha confirmado si ella todavía lo quiere de esa manera, ya que lo ha besado en varias ocasiones dejando a los actores un poco desconcertados y molestos. Ella puede dar su vida shikigami y llevarlos al mundo real para que todos puedan verlos, darles un cuerpo humano en el que se puede luchar. Se dio a entender que ella tiene una debilidad por las cosas lindas, especialmente raros y baratos juguetes animales cosas cuando perdonó a los Finianos cuando la engañó, porque si se los perdonó, ella puede tener el raro pingüino rey de peluche. Ella también tiene miedo mortal de los fantasmas y otros seres sobrenaturales. Incluso miedo de convertirse en una historia de miedo que el narrador admite abiertamente que él hizo el resto de la mitad de la historia.
Ella tiene el pelo largo, rubio. Cuando se enoja Himegami (principalmente en la Takeru y Kengo, cuando están espiando), sus ojos se parecen a una serpiente, llegando a ser de color amarillo con un alumno largo y delgado. Sus medidas son 74-53-78 organismo oficial.
Inaho Kushiya (櫛八 イナホ Kushiya Inaho?)
 Seiyū: Iori Nomizu
Autoproclamada prometida de Takeru Ohyama. Está firmemente convencida de Takeru Ohyama, y aunque él no se acuerda de ella por mucho que se ha decidido esperar hasta que él lo hace totalmente. Ella tiene el padre de Takeru en alta estima. Al revelar esto, Takeru se enoja y hace caso omiso de ella, haciéndola llorar. Takeru tarde se disculpa después de que su "conversación" con Kengo. Sin embargo, en el anime, ella llora, después de Takeru le dice que él no puede recordar su promesa. Todavía no se ha visto, ¿cómo Takeru reacciona a su punto de vista de su padre?
Su Maken, "Kamudo", toma la forma de un guante que, cuando blandía, aumenta en gran medida su fuerza y velocidad como se ha demostrado en el capítulo 7, cuando lo utiliza para proteger a Takeru y el gato (más tarde llamado Monji), había salvado al romper una enorme caer piedras sobre ellos y luego corriendo delante de ellos para desviar los fragmentos rotos. Sin embargo, él pone suficiente presión sobre ella para golpearla y dejarla inconsciente.
Uruchi Minaya (水屋 うるち Minaya Uruchi?)
 Seiyū: Shizuka Furuya
Miembro del comité de ejecutores mágicos de Maken-ki. Está enamorada de Haruko desde que ella la salvó de unos matones que le arruinaron su almuerzo. Odia profundamente a Takeru porque lo ve como un obstáculo para su acercamiento a Haruko y no duda en golpearlo cada vez que lo ve con ella. Después de que otro estudiante, controlado por Kamigari, lucha contra ella y Takeru, Haruko la rescata de nuevo.

## Medios de Comunicación

### Manga
El manga escrito e ilustrado por Takeda Hiromitsu. Empezó a serializarse el 20 de abril de 2007 y finalizó 9 de febrero del 2020 con un total de 24 tomos.

### Anime
La serie se estrenó el 5 de octubre de 2011 y finalizó el 22 de diciembre de 2011, con un total de 12 capítulos y un OVA emitido. La primera temporada del anime fue licenciado por Funimation Entertainment en Norteamérica.
El 14 de enero de 2014 hasta el 19 de marzo de 2014, se transmitió una secuela llamada Maken-Ki Two, producido por el estudio Xebec. De 10 capítulos de duración, nos enfoca a la actividad diaria de los estudiantes protagonistas. Enfocado canónicamente después de la primera temporada, vemos a los héroes con mayor control de sus poderes, sin embargo la historia es inconsistente teniendo mucho fan-service y nada de desarrollo relevante en los sucesos de la anterior temporada.
Funimation obtuvo la licencia fuera de Asia. Tras la adquisición de Crunchyroll por parte de Sony, la serie se trasladó a Crunchyroll obteniendo la licencia de la serie fuera de Asia.

### Música
*Primera Temporada
Opening Theme:
1. "Fly Away" by Misuzu Togashi

Ending Theme:
1. 1: "Baby! baby!" by Shitaya Noriko & Nomizu Iori
2. 2: "Baby! baby!" by Yahagi Sayuri & Shitaya Noriko
3. 3: "Baby! baby!" by Togashi Misuzu & Gouda Aya
4. 4: "Baby! baby!" by Yahagroroor& Togashi Misuzu
5. 5: "Baby! baby!" by Shitaya Noriko & Furuya Shizuka
6. 6: "Baby! baby!" by Nomizu Iori & Yahagi Sayuri
7. 7: "Baby! baby!" by Tanaka Rie & Akesaka Satomi
8. 8: "Baby! baby!" by Ise Mariya & Tanaka Rie
9. 9: "Baby! baby!" by Zougou Saeko & Misato
10. 10: "Baby! baby!" by Satou Rina & Hidaka Rina
11. 11: "Baby! baby!" by Togashi Misuzu & Shitaya Noriko
12. 12: "Baby! baby!" by Shitaya Noriko & Nomizu Iori & Yahagi Sayuri
13. 13: "Baby! baby!" by Mina & Harada Hitomi

*Segunda Temporada
Opening Theme:
1. "Cherish" by sweet ARMS

Ending Theme:
1. "Reach for Light" by Saeko Zōgō